# 杂谷

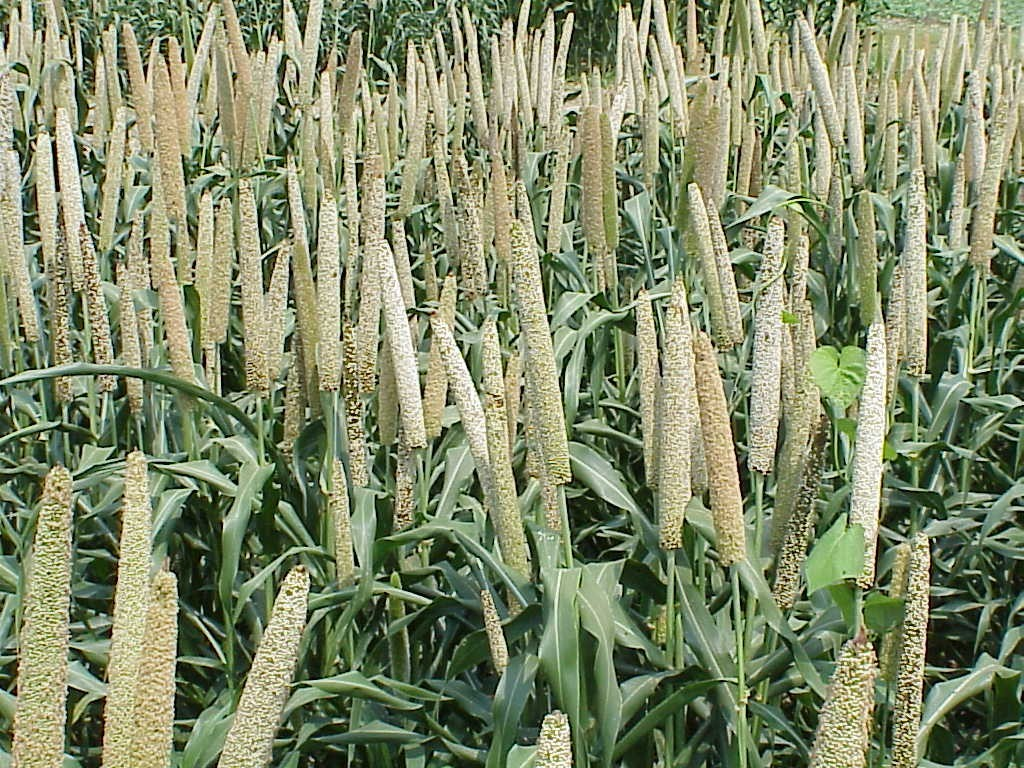
御谷农田

杂穀（英語：millet）是农学分类，指的是各种具有小粒种子的穀类作物，在全世界广泛种植作为粮食与饲料。杂穀并不是生物学分类概念，没有对应的分支群。
杂穀在世界各地都有独立驯化。东亚最早驯化的杂谷为黍，已种植约一万年。
杂谷在高温、缺水的环境下仍能维持较高的农业生产力，且种植季节短。杂谷在半干旱热带地区，如南印度、马里、尼日利亚、尼日尔特别重要。全球97%的杂谷是由发展中国家产出。
“杂谷”一词有时包含高粱属作物；高粱的年产量为其他杂谷总和的两倍。去除高粱，每年产量最高的是原产非洲的御穀，接下来是穇子、黍、小米。
2023年是联合国粮农组织定下的国际杂谷年（官方译为“国际小米年”，但涉及的物种不只为小米Setaria italica一种）。

## 杂穀物种
杂穀属于禾本科。
- 黍亚科 (Panicoideae)

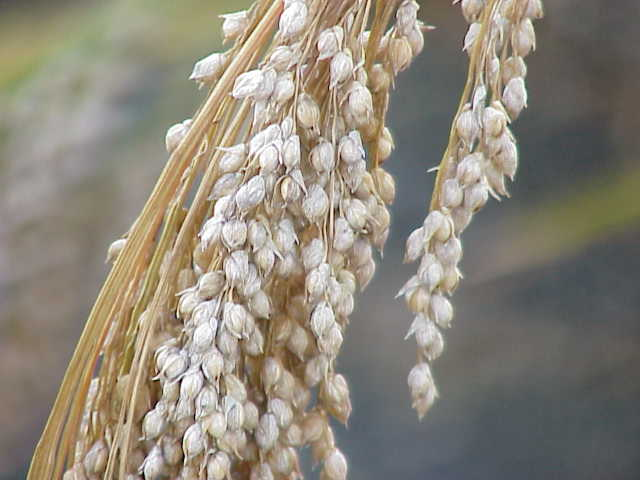
成熟的黍（糜子）

  - 御穀(Pennisetum glaucum)
  - 小米(Setaria italica)
  - 高粱
  - 黍(Panicum miliaceum) 即糜子
  - 紫穗稗(Echinochloa esculenta)
  - 鸭乸草(Paspalum scrobiculatum)
  - 细柄黍(Panicum sumatrense)
  - 弯臂粟 ('Urochloa deflexa) 英文名：Guinea millet
  - 多枝臂形草(Brachiaria ramosa)
  - 直长马唐 英语：Fonio (Digitaria exilis)
  - 湖南稗子 (Echinochloa frumentacea (Roxb.) Link)
  - 薏苡属于薏苡属
- 虎尾草亚科
  - 穇子(Eleusine coracana)
  - 苔麩(Eragrostis tef)
- 羊茅亚科 Festucoideae
  - 燕麦 属于羊茅亚科Festucoideae的燕麦族Aveneae的燕麦属Avena

最常见种植的杂穀是：御穀、小米、黍、穇子、高粱等

## 历史

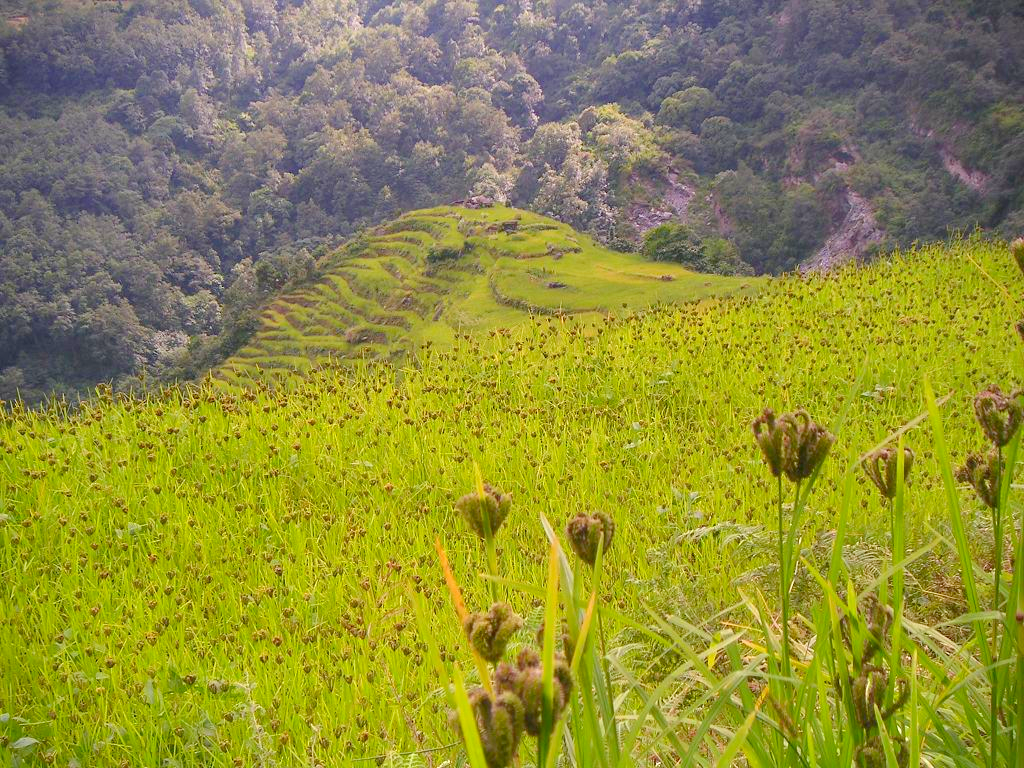
尼泊尔的穇子农田.

植物考古学家根据在考古现场发现的相对丰富的碳化谷粒的定年，可以推断在史前种植杂穀比种植稻子、小麦更早，特别是在东亚。

### 东亚
史前中国、印度、朝鲜的新石器时代居民的食物是杂谷而不是稻子。小米（“稷”）与黍是中国新石器时代早期最重要的作物。
在河北省磁山遗址的窖藏坑中发现的穀壳化石与生物化学成分被测定为公元前8300–6700年，距今超过了一万年。一同出土的还有相应的种植穀类所需的陶器、石器工具。磁山遗址出土的小米被定年为公元前6500年。
在青海省喇家遗址出土了4000年前的由小米与黍米磨粉做的一碗保存较好的面条。

### 南亚
印度次大陆产生了两种杂谷物质：估计细柄黍在5000年开始前种植，鸭乸草在3700年开始种植。公元前约1000年的夜柔吠陀提及了小米（priyaṅgu）、稗属作物（aṇu）、黑䅟子（śyāmāka）。:505

### 西非
御穀源自西非，考古学证据表明其在4500年前确切被驯化，但实际时间可能更早（8000年前）。:160

### 东非
䅟子源于现在的埃塞俄比亚附近，在~3000 BC驯化。

### 传播
东亚的杂谷（小米、黍）物种抗干旱性好，早在5000 BC就传入黑海附近。3000 BC左右，希腊已有逃脱种植成为野生的杂谷。青铜时代后期的希腊北部和马其顿地区已有专门存放杂谷的容器。希腊诗人赫西俄德曾写道，“男人在夏天播种杂谷，胡须围绕着杂谷生长”。公元前3世纪泰奥弗拉斯托斯所书的《植物探究》将杂谷和小麦并列。
御穀在2300 BC传入印度。䅟子在1800 BC传入印度。

## 生产

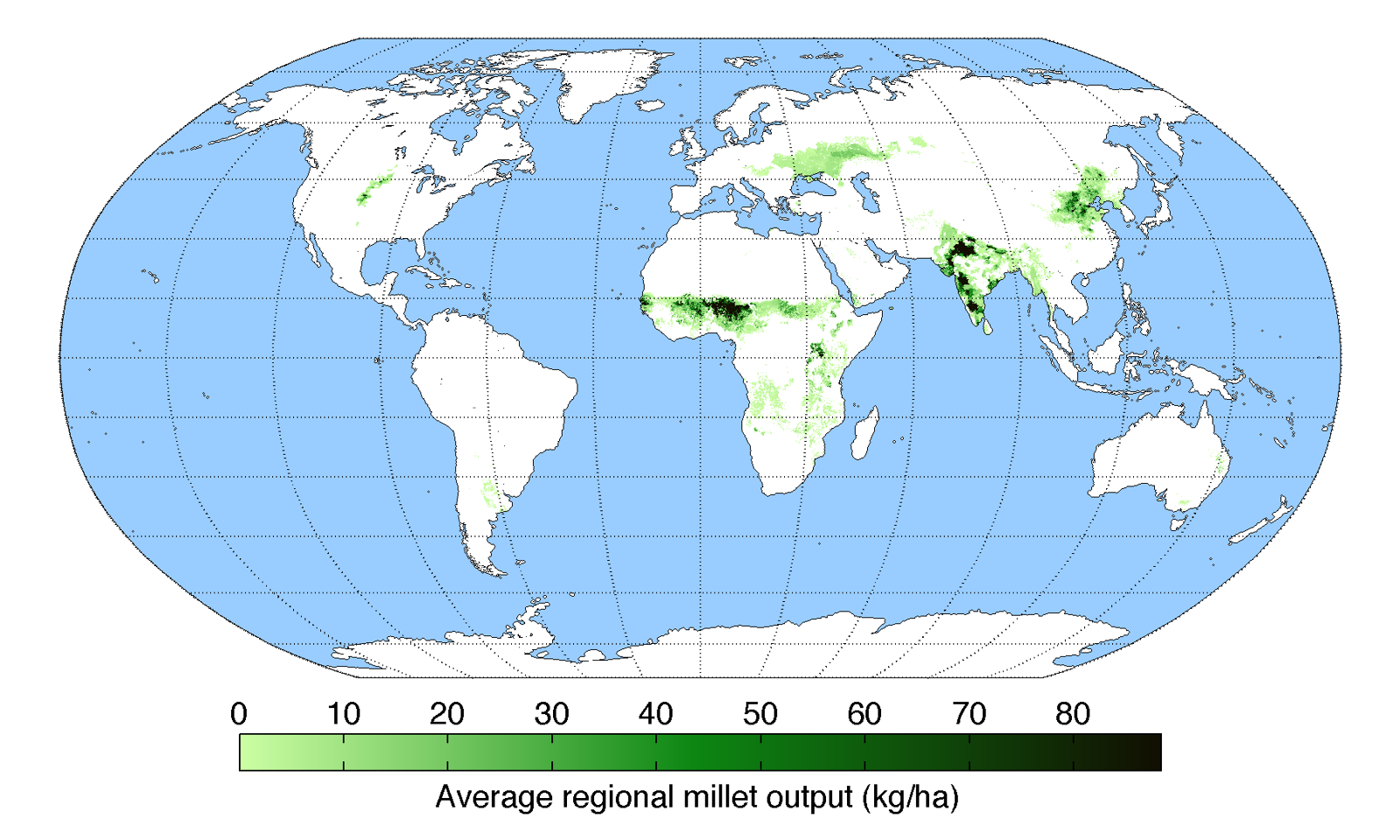
世界杂穀生产

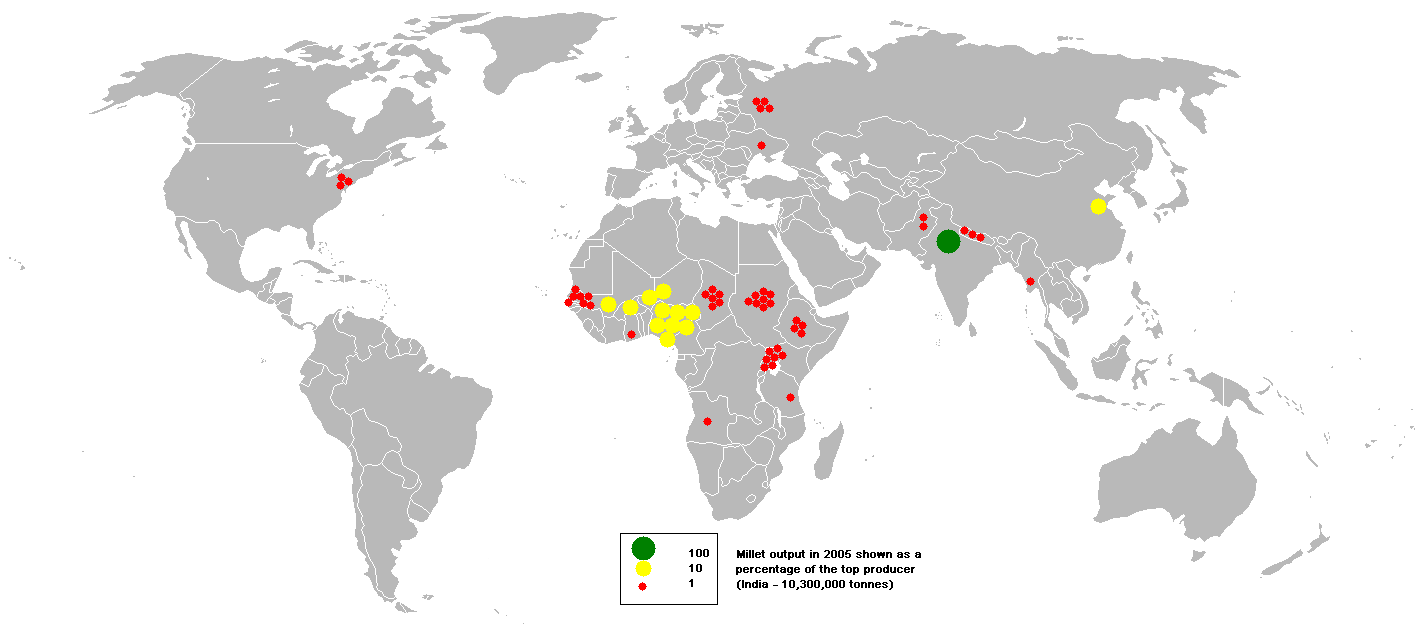
2005年杂穀出产

| 印度 | 8,810,000   |    |
| 奈及利亞 | 4,884,890   |    |
| 尼日尔 | 2,677,860   |    |
| | 1,390,410   |    |
| 中国 | 1,225,579   |    |
| 布吉納法索 | 970,927     |    |
| 乌干达 | 841,000     |    |
| 塞内加尔 | 810,121     |    |
| | 708,695     | Im |
| 苏丹 | 630,000     |    |
| 衣索比亞 | 560,030     |    |
| World | 26,702,5359 | A  |
| 无符号 = 官方数据, Im = FAO的估计数据, A = 包括各种数据 数据源: Food And Agricultural Organization of United Nations: Economic And Social Department: The Statistical Division（页面存档备份，存于） |             |    |

## 当前用途

### 食用
在世界上的干旱与半干旱地区，杂穀是重要的食物来源，保留着传统的烹饪风格。在西印度，高粱被用作杂穀磨粉制作薄饼已有数百年。而在南印度，穇子磨粉被用来制作薄饼。
杂穀熬粥是俄罗斯、德国、中国的烹饪传统。俄罗斯烹饪在熬杂穀粥时有甜风味（在快结束前加入牛奶和糖）或者不甜风味（加入肉和蔬菜炖）。在中国，熬杂穀粥时经常加入豆子、甜马铃薯、不同类型的南瓜；杂穀熬汤用于辅助哺乳期的母亲催奶与分娩后的康复。在德国，偏好甜味的杂穀粥，在水沸腾时加入苹果，冷却时加入蜂蜜。
对于不耐受面筋的人（乳糜泻），可以把某些不含面筋的杂穀作为小麦粉的替代。
杂穀也用作饲料。

### 酒精饮料
杂穀也是传统重要酿酒原料。在中国，高粱是酿造白酒的原料。

### 制作面包
杂穀一般不含面筋，因此不适合发酵制作面包，除非添加面粉或黄原胶。